# Meilhan (Gers)
Meilhan é uma comuna francesa na região administrativa de Occitânia, no departamento de Gers. Estende-se por uma área de 6,82 km². Em 2010 a comuna tinha 80 habitantes (densidade: 11,7 hab./km²).